# کوکو تسورومی
کوکو تسورومی (به انگلیسی: Koko Tsurumi) ژیمناست زادهٔ ۲۸ سپتامبر ۱۹۹۲ میلادی اهل کشور ژاپن است.